# Pierre Romain
Ne doit pas être confondu avec Pierre-Ange Romain.
Pierre Romain,  mort en 1189, est un prélat français  du XIIe siècle, archevêque d'Embrun.

## Biographie
Pierre Romein est élu archevêque d'Embrun en 1177. Il assiste au troisième concile du Latran en 1179. 